# Diego Alonso
Diego Martín Alonso López (Montevidéu, 16 de abril de 1975) é um ex-futebolista e atual treinador de futebol uruguaio. Atualmente está sem clube.

## Carreira

### Como jogador
Alonso nasceu em Montevidéu, capital do Uruguai. Ele fez sua estréia profissional com Bella Vista, onde permaneceu por quatro temporadas, ajudando o clube a conquistar o título da segunda divisão, em 1997.
Após um breve período na Argentina com o Gimnasia La Plata, Alonso mudou para a Espanha, onde jogou por cinco clubes em vários anos: Valencia, Atlético de Madrid (onde marcou 22 gols em 2001–02, ajudando o Atlético de Madrid a subir e, formando uma parceria eficaz  com o compatriota Fernando Correa). Ainda passou por Racing Santander, Málaga CF e Real Murcia, onde não teve um bom desempenho. Depois ele jogou um ano no México, no UNAM Pumas.
Em 2006, aos 31 anos de idade, Alonso regressou ao seu país, juntando-se ao Nacional. No entanto, pouco depois, mudou-se novamente, assinando com o chinês Shanghaï Shenhua. Em 2008, retorna ao Gimnasia La Plata, e depois de duas temporadas com o Gimnasia, assinou com o Peñarol.

### Bella Vista
Após a perda da Copa Libertadores de 2011, anunciou sua aposentadoria do futebol para se dedicar a carreira de treinador. Começou sua carreira de técnico no Bella Vista, clube no qual também estreou como futebolista. No Bella Vista, Alonso conseguiu salvar a equipe de um quase assegurado rebaixamento. No final da temporada, resolveu deixar o clube.

### Guaraní
Em 2012, acertou com o Guaraní, do Paraguai. Após uma boa campanha, onde chegou a brigar pelo título paraguaio, acertou com o Peñarol em 2013.

### Peñarol
Após a eliminação na primeira fase da Copa Sul-Americana de 2013, somado ao péssimo inicio de Torneio Apertura, conquistando apenas cinco pontos em dezoito disputados, foi demitido do comando do Peñarol.

### Pachuca
Após rápida passagem pelo Olimpia, acertou com o Pachuca em 2014, onde conseguiu seu primeiro título como treinador, ao ser campeão mexicano em 2016.Em abril, venceu a Liga dos Campeões da CONCACAF, após vitória sobre o Tigres UANL por 1–0, no jogo de volta.Terminou a Mundial de Clubes na terceira posição, após vencer o Al-Jazira por 4–1, se tornando a melhor colocação do clube mexicano na história do torneio.
Em 5 de maio de 2018, deixou o comando técnico do Pachuca após três anos e meio no cargo.

### Monterrey
Em 18 de maio de 2018, assinou com o Monterrey.Em 1 de maio de 2019, ganhou novamente a Liga dos Campeões da CONCACAF após bater o Tigres UANL na grande final.
Foi demitido do Monterrey em 30 de setembro de 2019, após derrota no clássico com o Tigres UANL.

### Inter Miami
Em 30 de dezembro de 2019, foi confirmado com o primeiro técnico da história do Inter Miami para a disputa da Major League Soccer em 2020.
Pelo Miami, em uma época que precedeu as grandes contratações feitas pelo time, o treinador não teve uma sequência grande de jogos. Em 24 partidas, ele venceu apenas sete e perdeu quatorze, além de outros três empates. O clube de David Beckham tratou de demiti-lo em novembro de 2020, após derrota diante o Nashville por 3 a 0.

### Uruguai
Em 14 de dezembro de 2021, foi anunciado como novo técnico da Seleção Uruguaia, sucedendo Óscar Tabárez.
Diego liderou seu país até a Copa do Mundo após conseguiu ótimos resultados nas Eliminatórias. Ele chegou a convocar Puma Rodríguez, que sequer havia jogado com ele no período das qualificações e amistosos, para estar no elenco do Uruguai em 2022 no Catar.
Contudo, na competição, foi eliminado ainda na Fase de Grupos. Após esse momento, foi demitido com apenas duas derrotas, dois empates e oito vitórias em doze jogos.

### Sevilla
Em 11 de outubro de 2023, acertou com o Sevilla. Foi demitido em 16 de dezembro, após eliminação na Liga dos Campeões e derrota para o Getafe. Ele fizera apenas duas vitórias em 14 jogos com o time espanhol.

### Panathinaikos
Em 10 de junho de 2024, assinou por duas temporadas com o Panathinaikos.

## Curiosidades
- Com o Valencia, tornou-se o vice-artilheiro da Liga dos Campeões da UEFA de 2000–01 (6 gols).
- Em 2001, no Atlético de Madrid, foi o artilheiro do Campeonato Espanhol da Segunda Divisão com 22 gols.
- Tem uma filial, filial Diego Alonso, no clube Gimnasia y Esgrima La Plata, onde foi jogador.
- Ele foi o autor do primeiro gol marcado pelo Gimnasia y Esgrima La Plata na partida de volta a primera divisão, contra o Atlético de Rafaela
- Defendeu as duas maiores equipes do Uruguai: o Peñarol e o Nacional.
- Estreou na mesma equipe (Bella Vista) como jogador e como treinador em 1997 e 2011, respectivamente.
- É primo do ex-jogador Iván Alonso.

## Estatísticas como treinador
Atualizado até 16 de dezembro de 2023
| Clube                      | Jogos | Vitórias | Empates | Derrotas | Aproveitamento |
| -------------------------- | ----- | -------- | ------- | -------- | -------------- |
| Bella Vista                | 25    | 9        | 3       | 13       | 40%            |
| Guaraní                    | 45    | 23       | 11      | 11       | 59.26%         |
| Peñarol                    | 8     | 1        | 3       | 4        | 25%            |
| Olimpia                    | 30    | 14       | 7       | 9        | 54.44%         |
| Pachuca                    | 169   | 74       | 46      | 53       | 52.86%         |
| Monterrey                  | 72    | 38       | 14      | 20       | 59.26%         |
| Inter Miami                | 23    | 7        | 3       | 13       | 34.78%         |
| Seleção Uruguaia           | 12    | 8        | 2       | 2        | 72.22%         |
| Sevilla                    | 14    | 2        | 5       | 7        | 26.19%         |
| Futebol Panathinaikos F.C. | 19    | 7        | 5       | 5        | 45.61%         |

## Títulos como jogador
Bella Vista
- Campeonato Uruguaio da Segunda Divisão: 1997
- Liguilla Pre-Libertadores: 1998

Atlético de Madrid
- Campeonato Espanhol da Segunda Divisão: 2001–02

Pumas UNAM
- Campeonato Mexicano: 2004 (Apertura)
- Troféu Santiago Bernabéu: 2004

Shanghaï Shenhua
- Copa do Leste Asiático: 2007

Peñarol
- Campeonato Uruguaio: 2009–10

## Títulos como treinador
Pachuca
- Campeonato Mexicano: 2016 (Clausura)
- Liga dos Campeões da CONCACAF: 2016–17

Monterrey
- Liga dos Campeões da CONCACAF: 2019

### Prêmios individuais
- 39º melhor técnico de 2017 (Four Four Two)[23]
- Seleção da Liga dos Campeões da CONCACAF: 2019[24]